# Нижнесинячихинский музей-заповедник
Нижнесинячихинский музей-заповедник деревянного зодчества и народного искусства имени И. Д. Самойлова — музей под открытым небом в старинном селе Нижняя Синячиха Свердловской области (Россия), в котором представлены типы жилых и хозяйственных построек Урала, а также собрание Уральской народной росписи, внутреннего убранства домов, ставен и других изделий прикладного творчества. Музей был основан по инициативе И. Д. Самойлова, открыт 16 сентября 1978 года.

## История
Основатель музея инженер-землеустроитель Иван Данилович Самойлов с 1947 года начал изучать историю Среднего Урала и приобретать на свои средства предметы древнерусского и народного искусства, которые он впоследствии передаст музею-заповеднику. В 1947 году был выкуплен первый экспонат будущего музея — расписной простенок из деревни Пешкова Алапаевского района у хозяина, который сложил её в поленницу дров. С 1967 года Иван Данилович начинает заниматься практической работой по реставрации памятников каменного и деревянного зодчества. В течение 10 лет он ведёт реставрацию сильно разрушенного памятника архитектуры конца XVIII века — Спасо-Преображенской церкви стиля барокко в Нижней Синячихе. 16 сентября 1978 года в этом здании был открыт народный музей уральской домовой живописи и на фоне этого памятника на свободной территории по берегам речки Синячихи на площади в 64 гектаров был создан музей, который в 1988 году получил статус музея — заповедника деревянного зодчества и народного искусства под открытым небом. В 1988 году музей включили в районный бюджет, выделив ставки для сторожа и технички.

## Экспозиция музея
В музейный комплекс входят более 20 различных зданий и сооружений, в том числе три усадьбы крестьян XVII, XVIII и XIX веков, пять часовен, здания таможни и заводоуправления, башни острога и сторожевая башня, ветряная мельница, пожарная с дозорной каланчой и прочие сооружения. Также в музее представлены предметы быта и орудия труда крестьян различных эпох, в частности единственная в мире коллекция народной росписи по дереву (Урал, Западная Сибирь, XIX в.), иконы местного письма XVIII и XIX вв, рукописные и старопечатные книги XIX века.

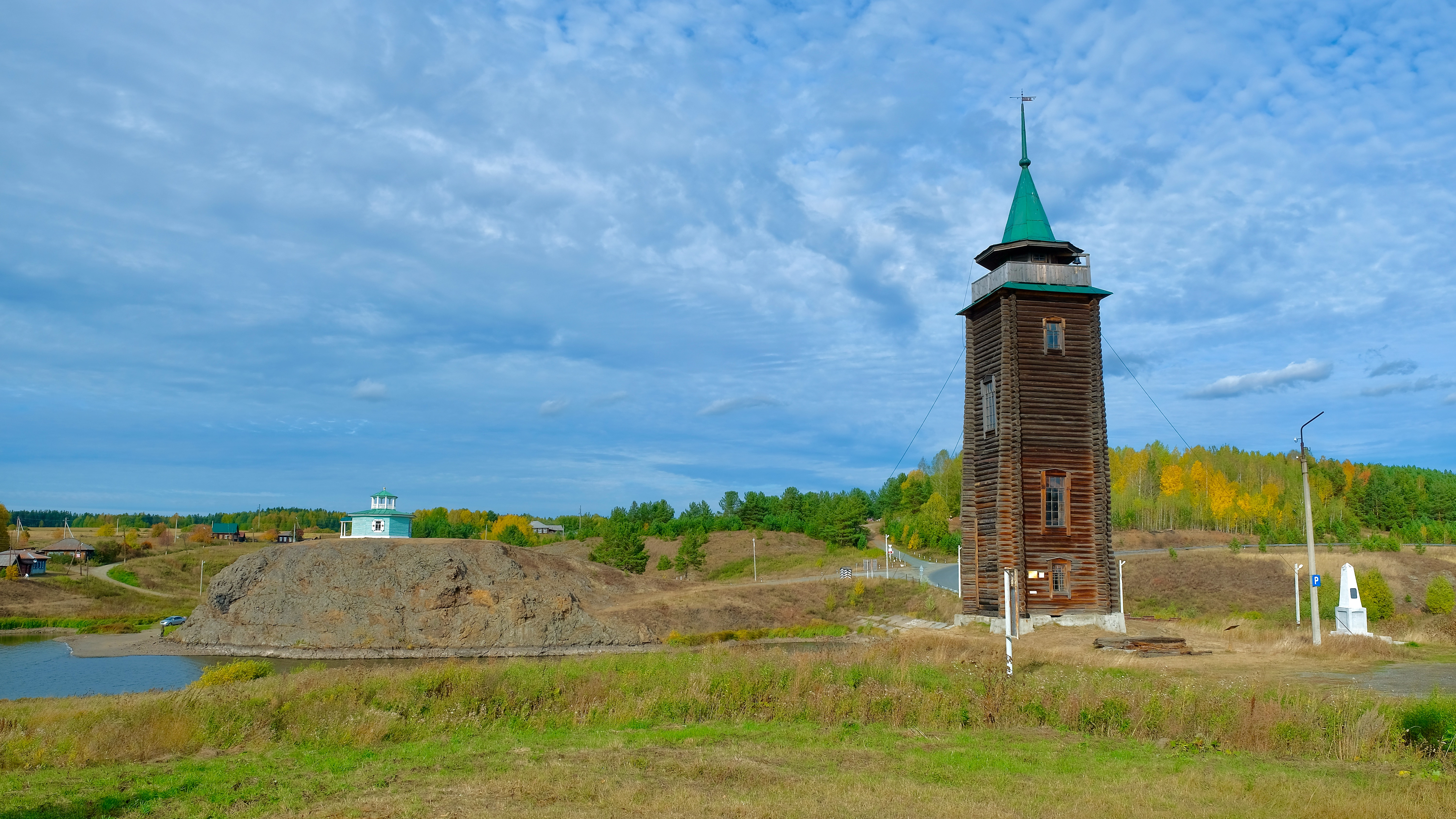
Сторожевая башня
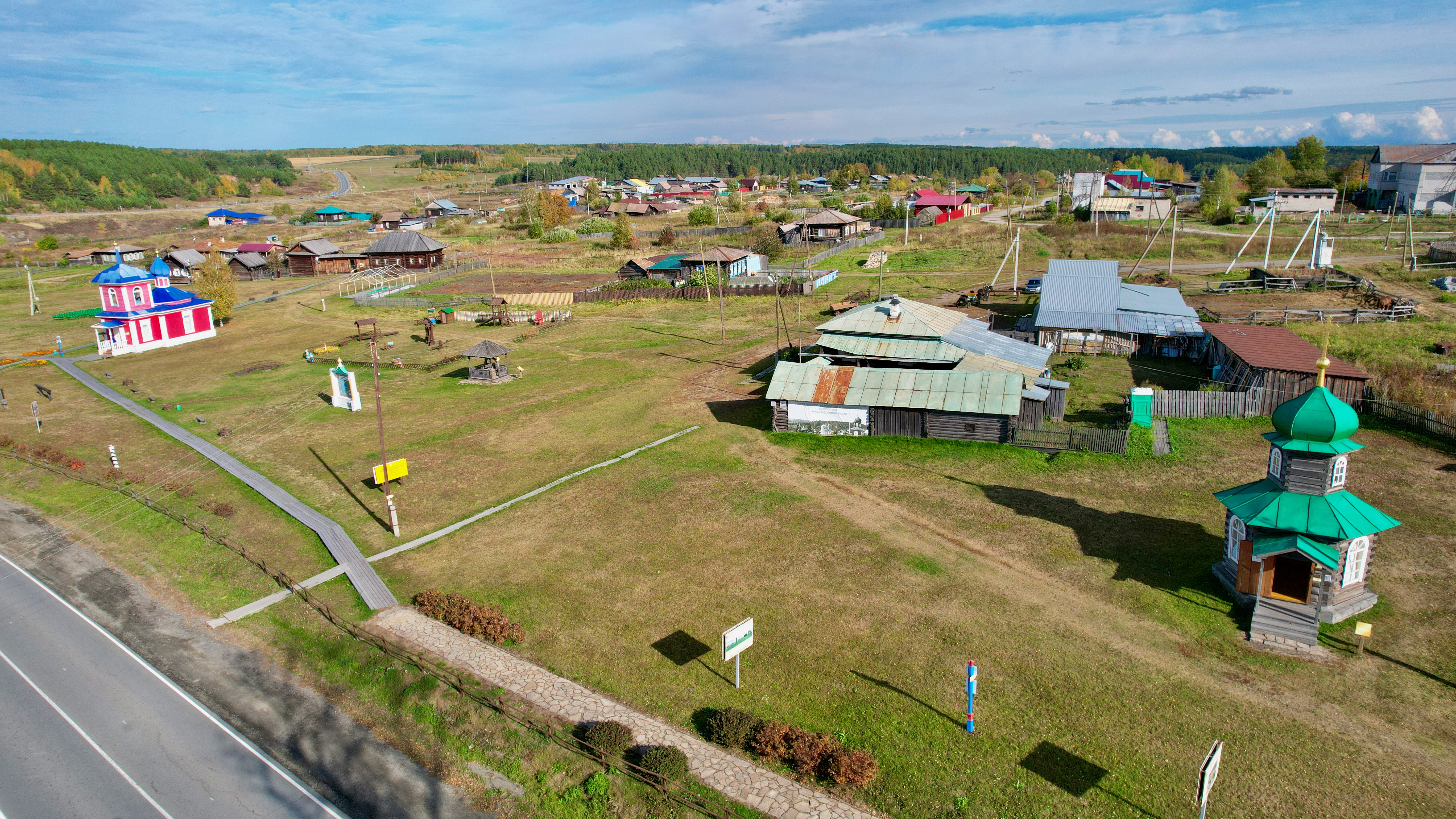
Панорама музея
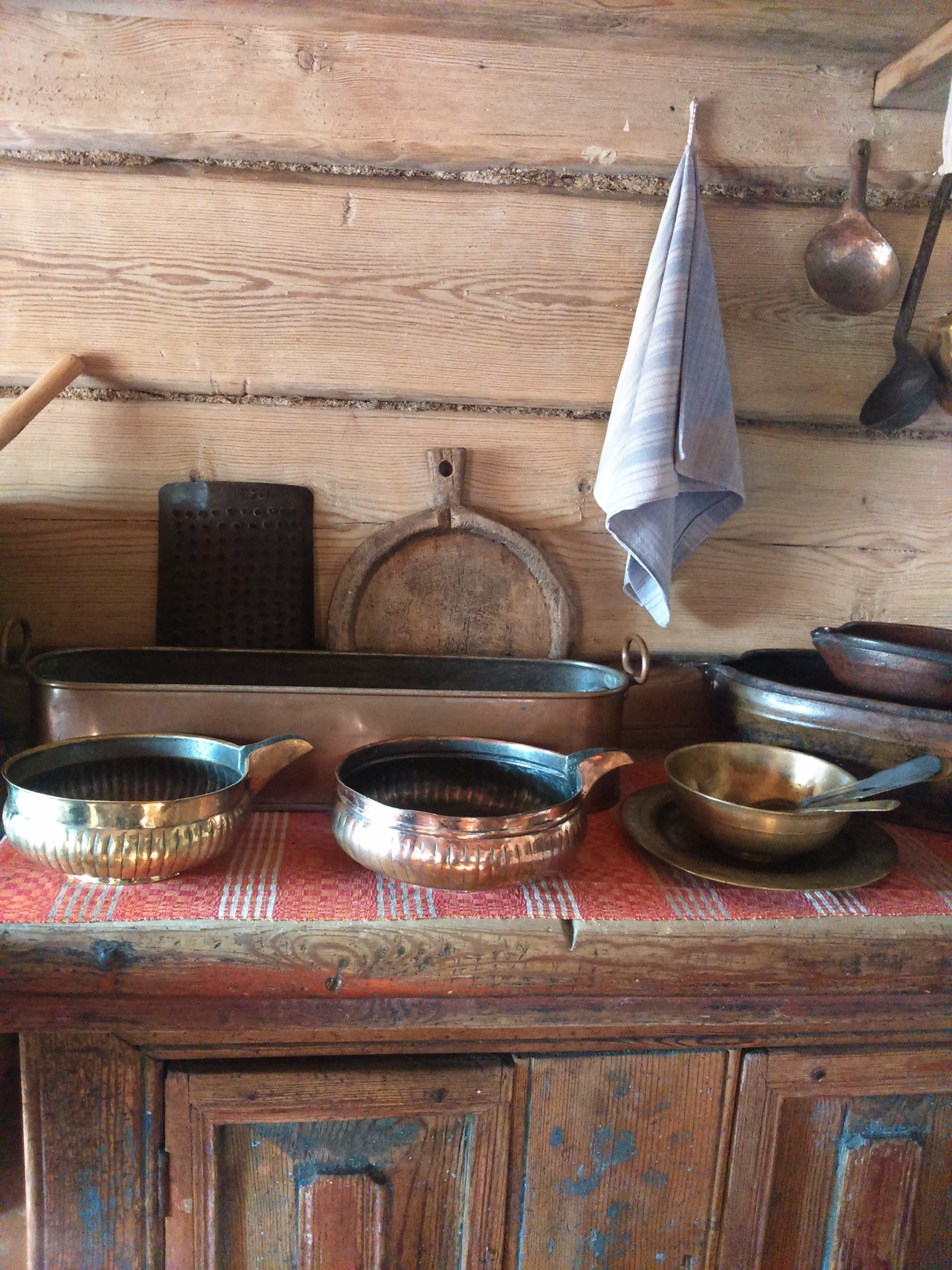
Посуда и утварь. Изба клетская из села Таборы
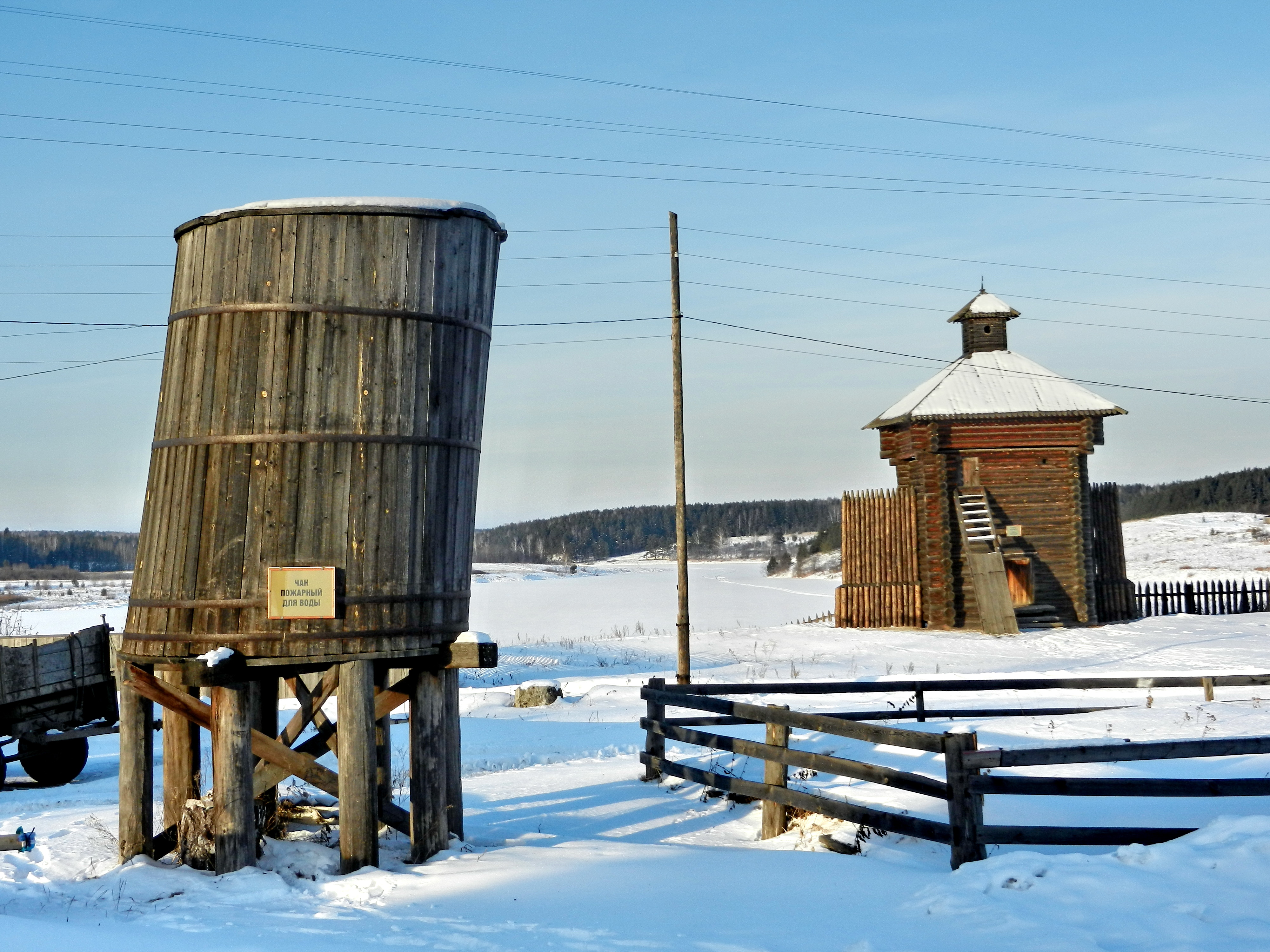
Кадка для сбора дождевой воды
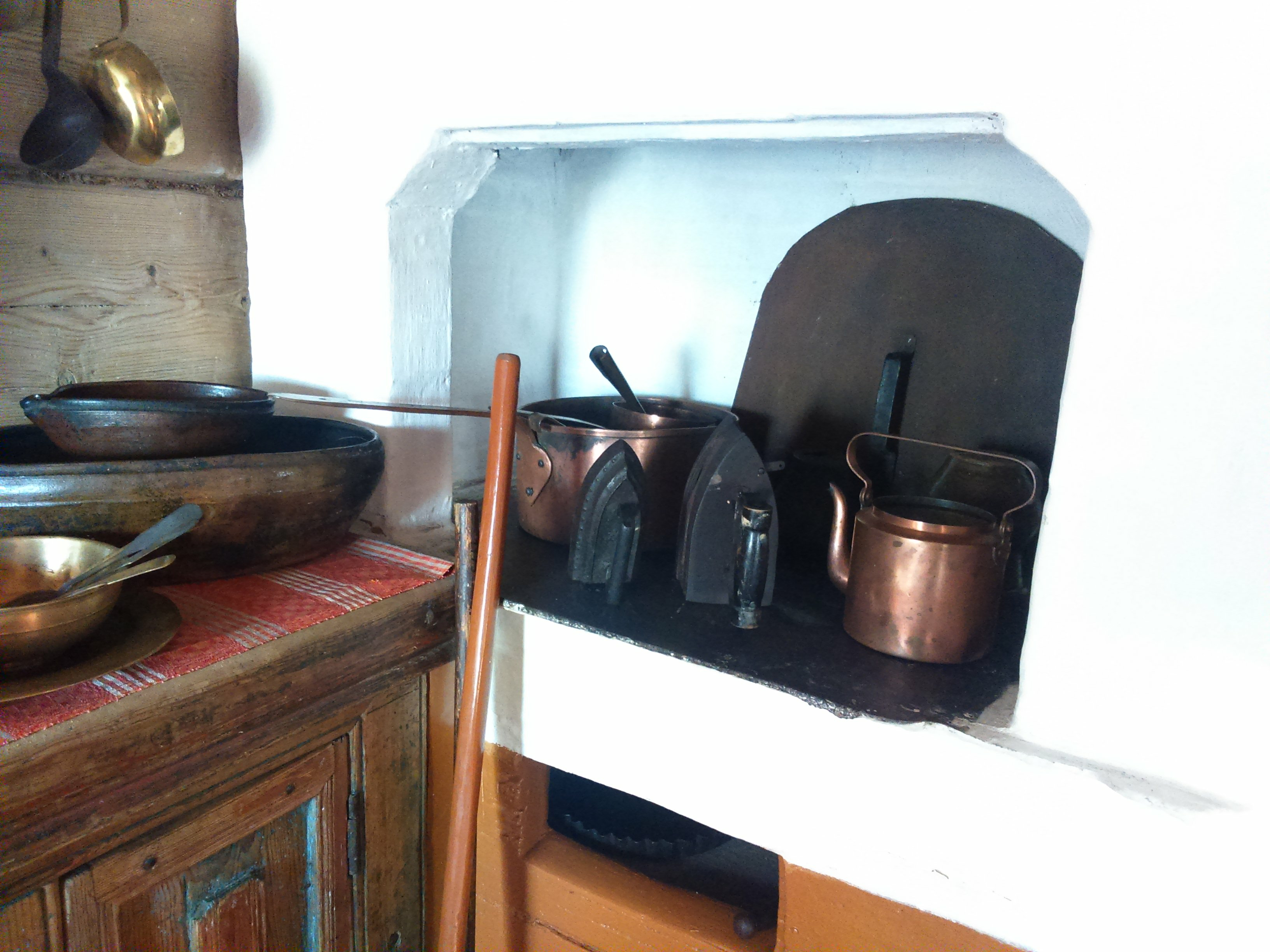
Печь в избе из села Таборы
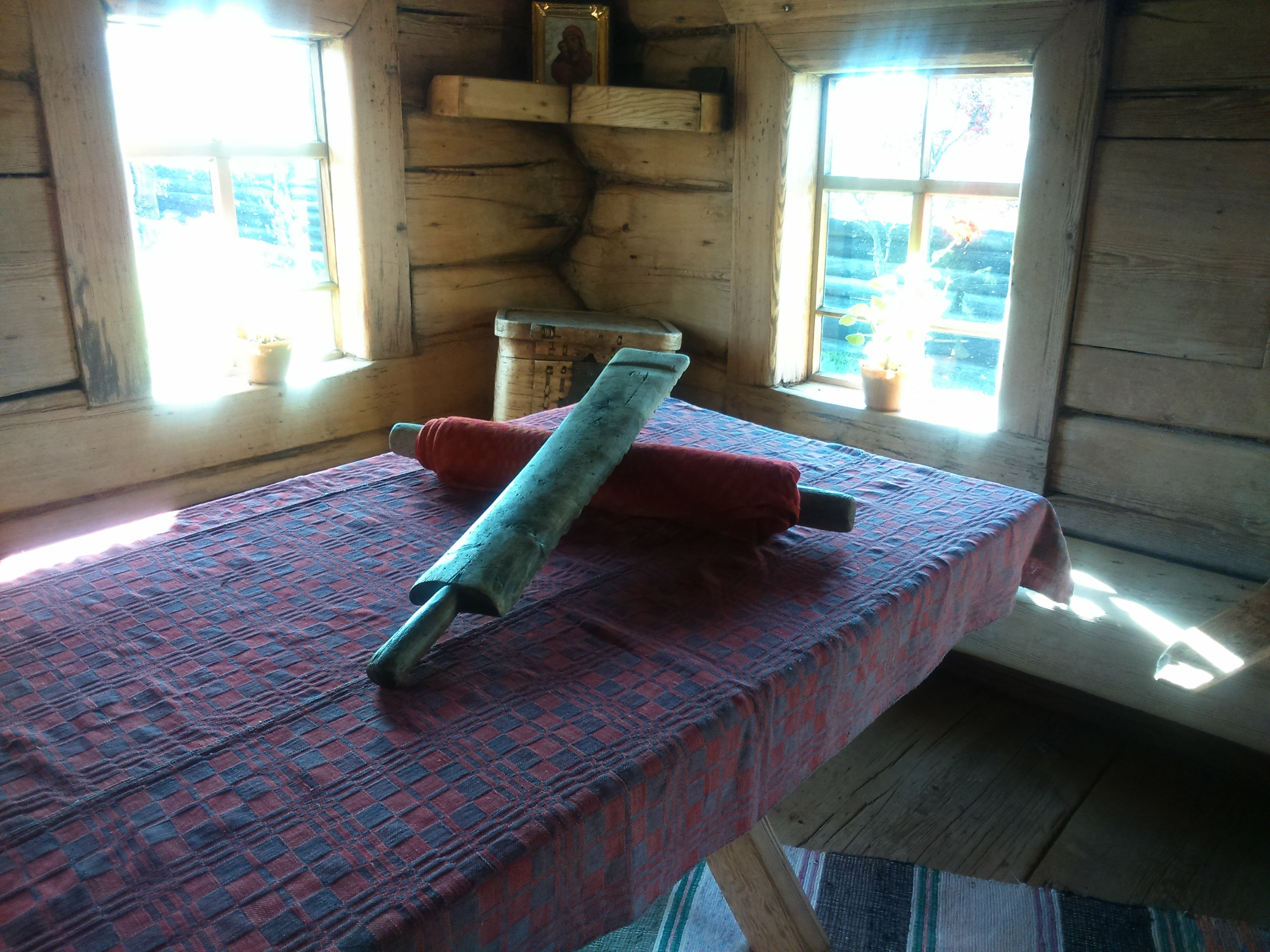
Рубель и валёк в одной из крестьянских усадеб
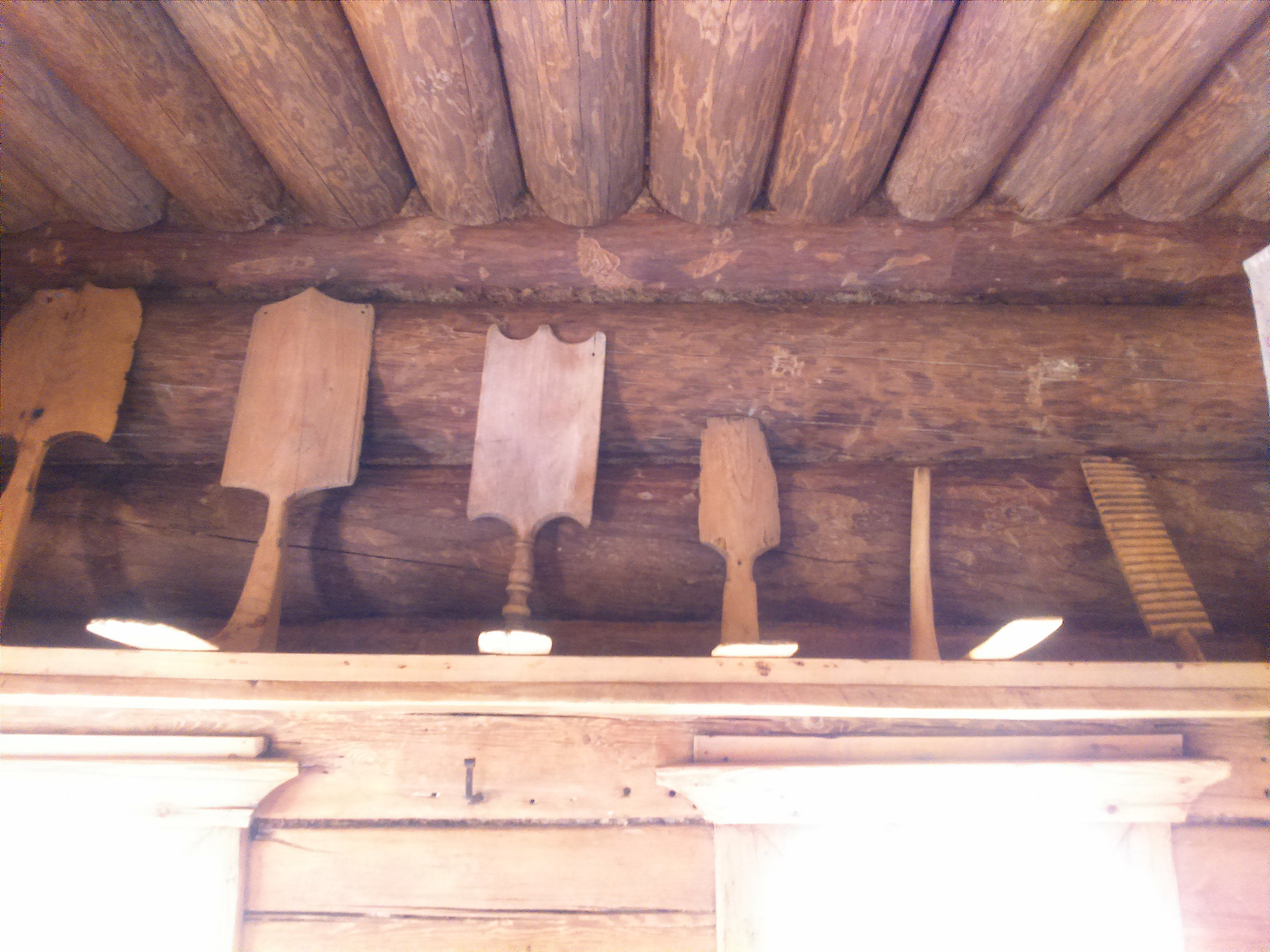
Прялки из деревенского дома
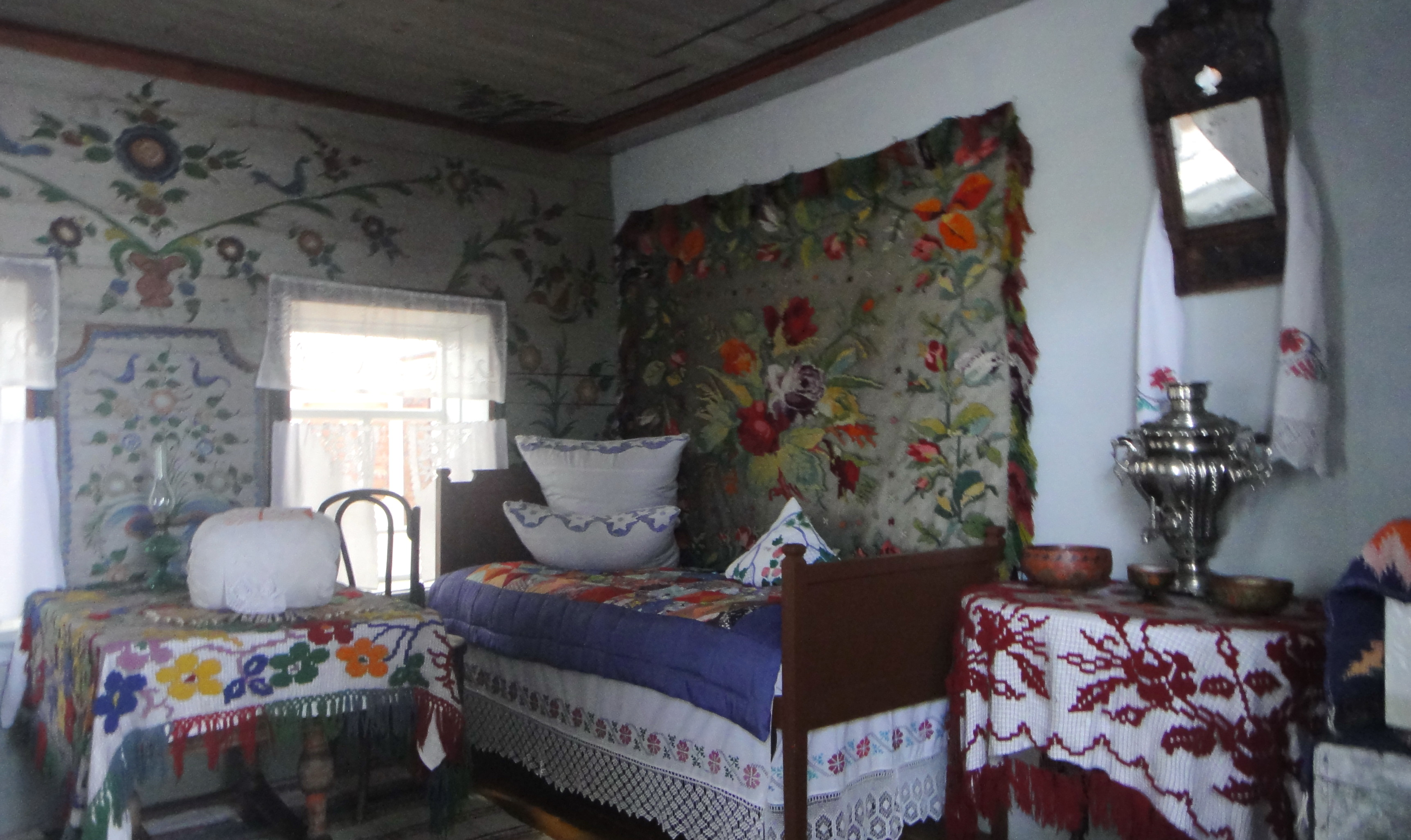
Белая горница в одном из домов

### Спасо-Преображенская церковь

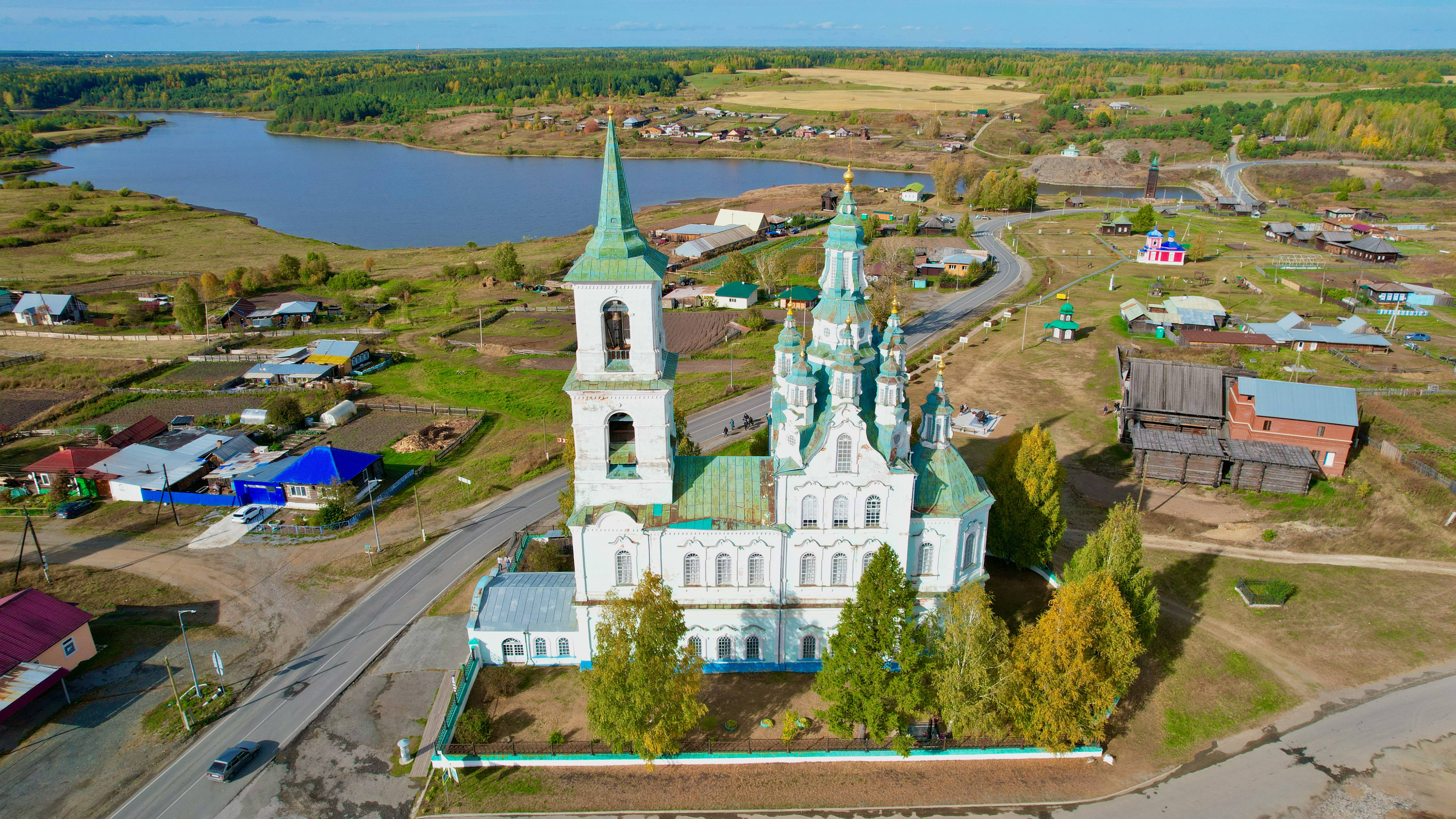
Спасо-Преображенская церковь

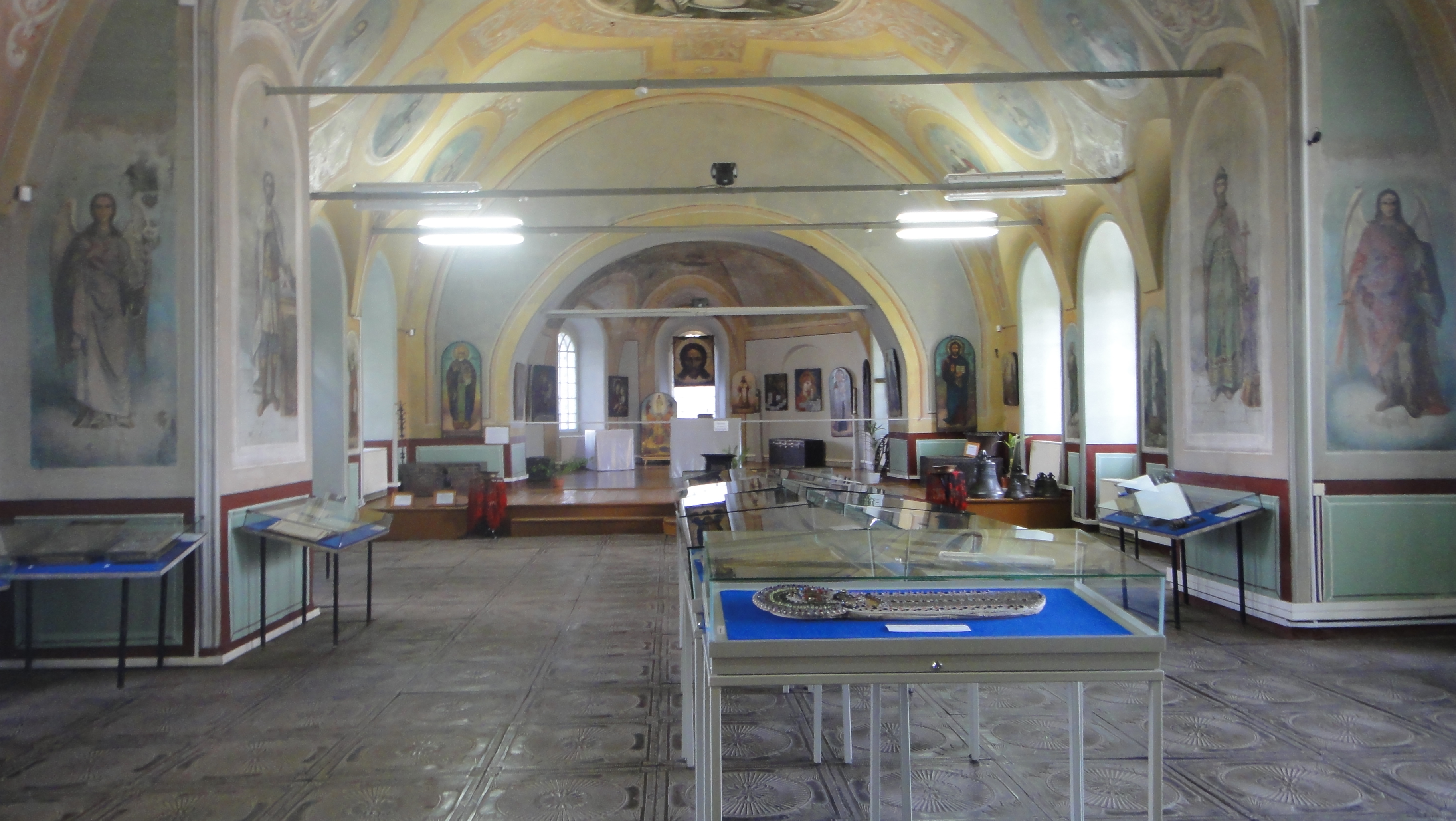
Первый этаж Спасо-Преображенского храма

12 мая 1794 года в Нижней Синячихе на средства прихожан начали строить Спасо-Преображенский храм, который освятили в 1823 году. По мнению специалистов, храм возводил тобольский зодчий, так как церковь несёт черты сибирского барокко, архитектура схожа с Захарьевской церковью. В 1967—1978 годах усилиями И. Д. Самойлова и местных жителей началась реставрация святыни. После завершения реконструкции на втором этаже здания Иван Данилович организовал музей уральской народной живописи, предметов быта, книги и икон из собственной коллекции. В 1980-х годах рядом со Спасо-Преображенским храмом силами И. Д. Самойлова началось создание музея деревянного зодчества.
Согласно книге «Режевские сокровища», И. Д. Самойлов родился в деревне Исакова, что на реке Реж. В этих же местах он собрал большую часть своего знаменитого собрания предметов деревянного зодчества и крестьянской народной росписи.

### Крестьянские усадьбы
В музее деревянного зодчества представлены усадьбы XVII, XVIII и XIX веков. Они позволяют проследить, как со временем изменялась архитектура, конструкция, декор, планировка жилого комплекса уральской деревни. Изба XVII века практически лишена украшений. Завершает здание огромная двускатная кровля с вознёсшимся к небу коньком, главным декоративным элементом и оберегом дома.
В XVIII веке фасад избы получает большее количество украшений. Окна становятся шире, с двумя ставнями. Наличники окон украшаются росписью и резьбой. Планировка усадьбы переходит от гнездовой к уличной планировке.
Настоящая революция в архитектуре крестьянского жилища происходит в XIX веке: увеличивается размер дома, усложняется планировка. Но самое главное, фасад здания и даже хозяйственные постройки получают обилие резных украшений. Интерьер дома раскрашивается сказочными росписями, которые поражают не меньше, чем внешний облик здания.

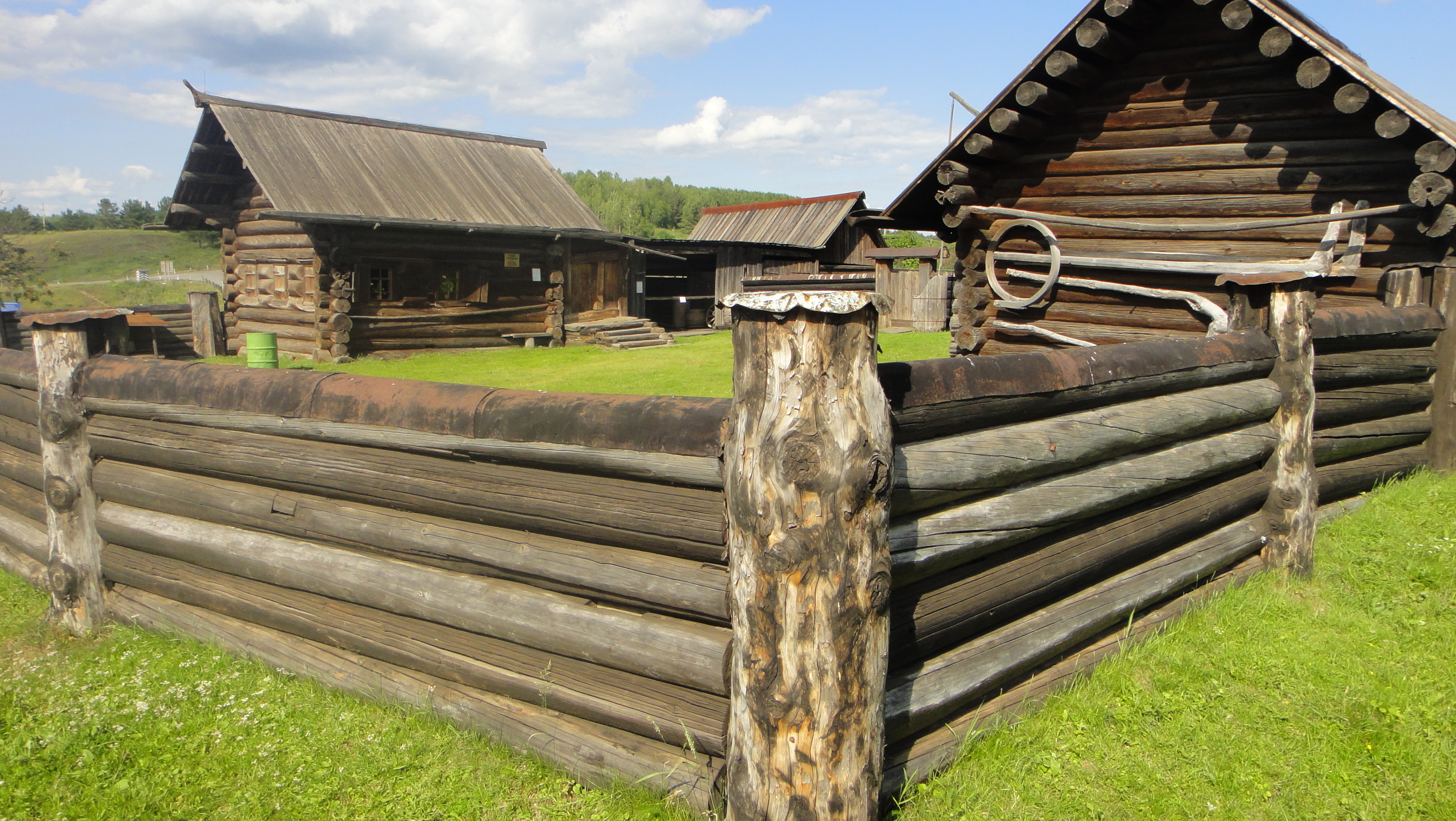
Усадьба 17 века
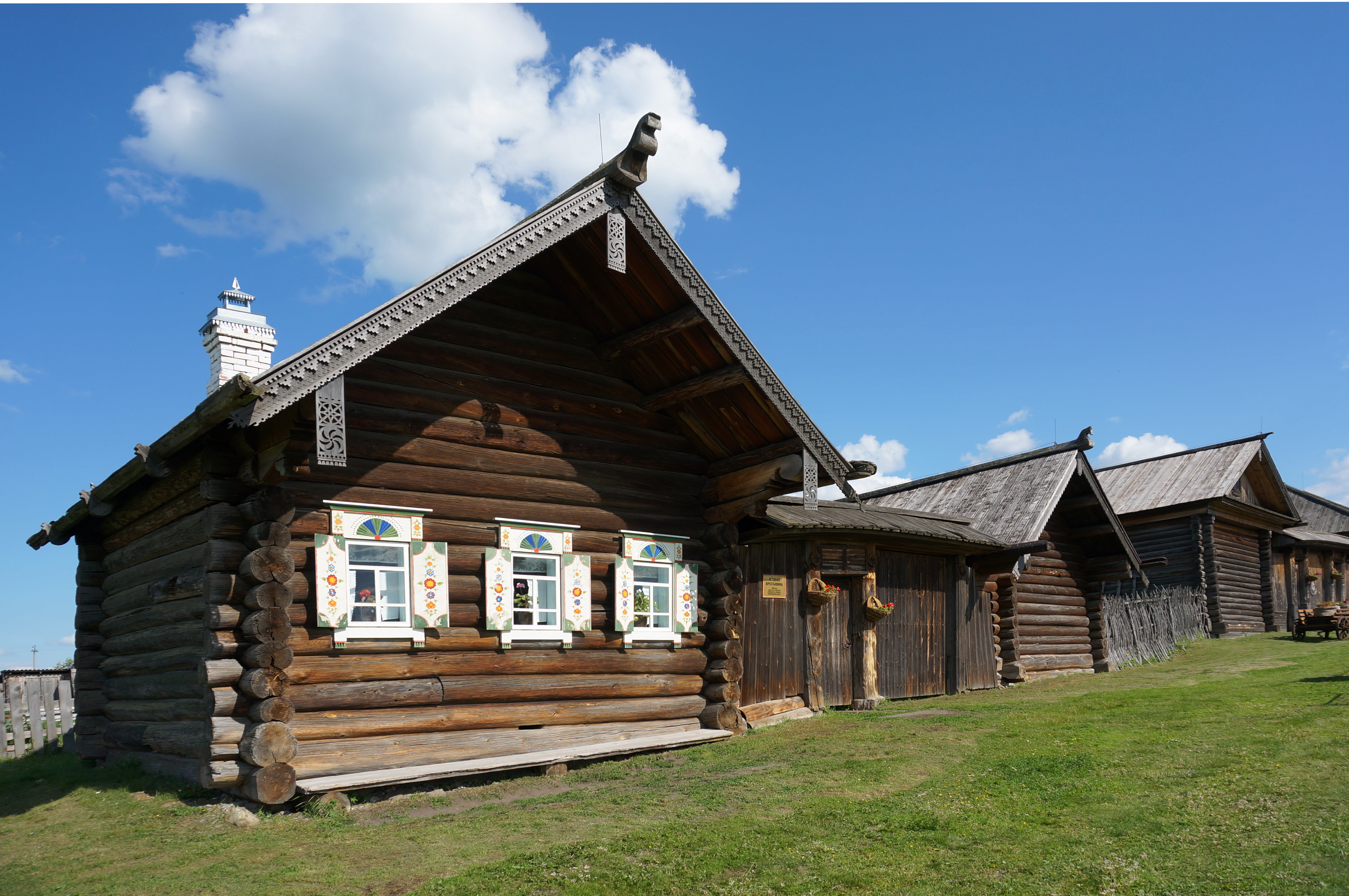
Усадьба 18 века
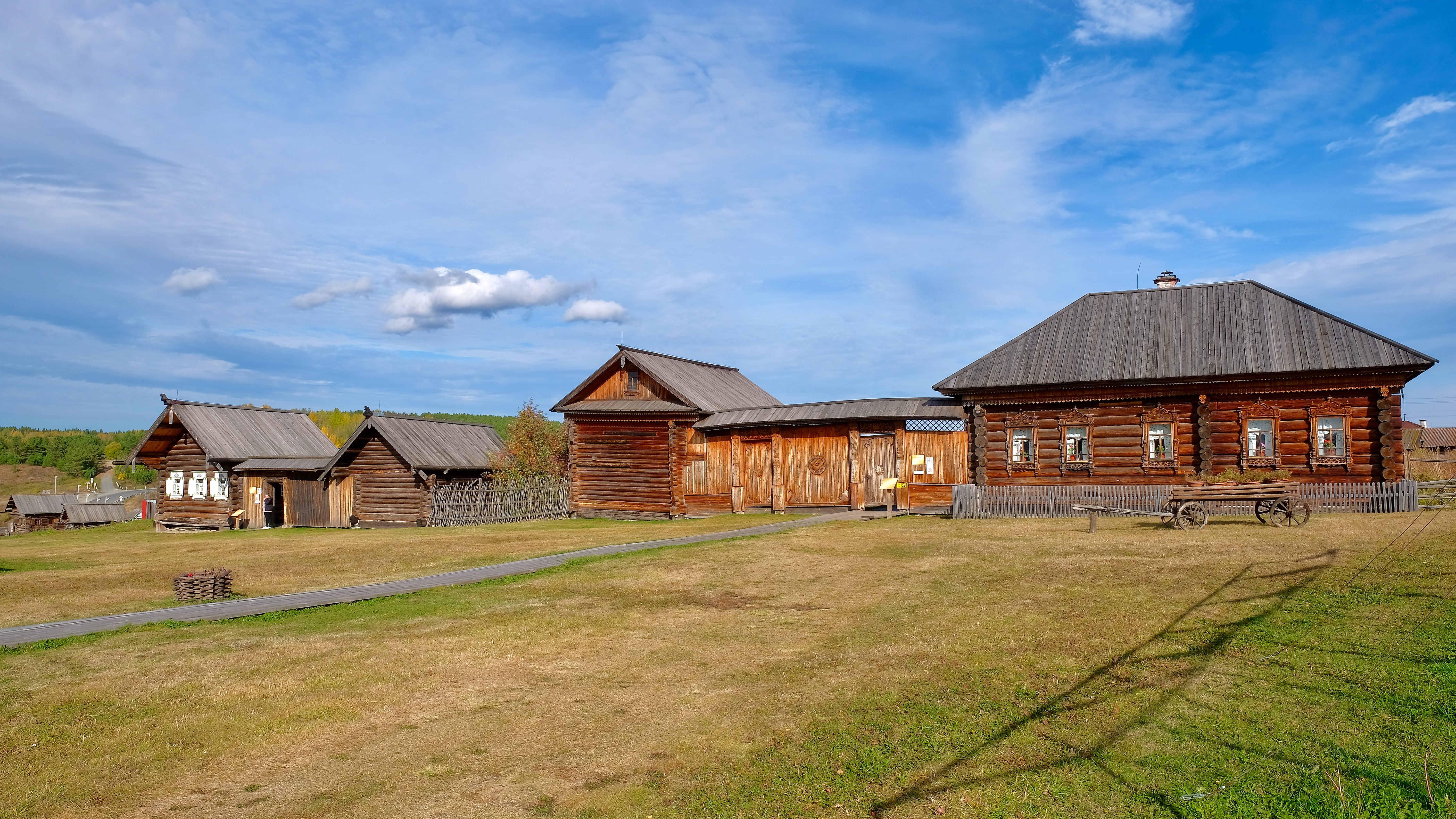
Усадьба 19 века
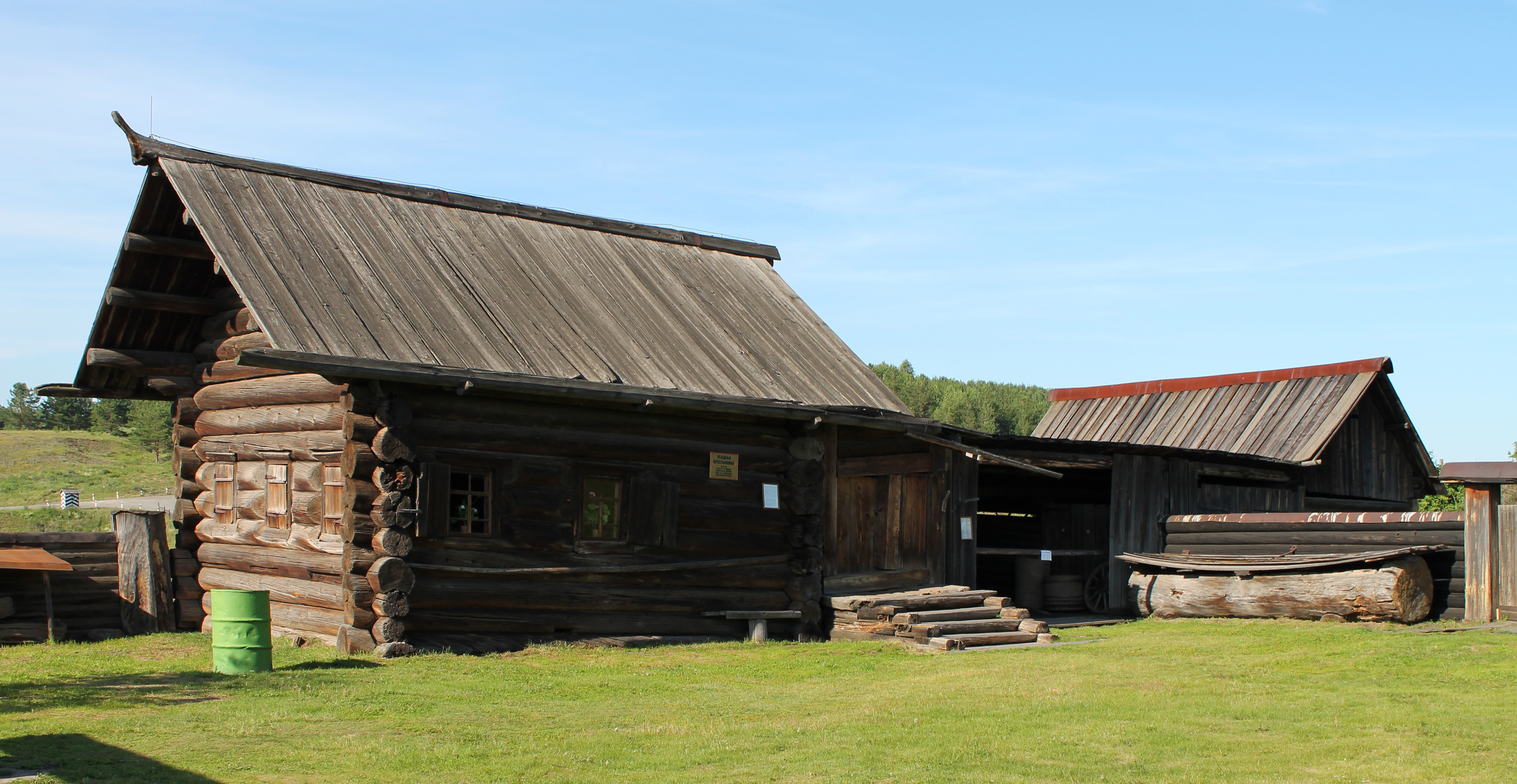
Изба из села Таборы
Панорама интерьера крестьянской избы

### Часовни
Гордостью музея деревянного зодчества являются пять часовен: Спасская, Вознесения Господня, Михаила Архангела, Александра Невского, Ильи Пророка, Зосимы и Савватия Соловецких. В прошлом подобные строения ставились не только в сёлах (отличительной особенностью которых было наличие церкви), но и во многих деревнях Среднего Урала. Часовня «Ильи Пророка» относится к старейшему на Урале типу клетских культовых сооружений, состоящих из сруба с двускатной крышей, над которой возвышается главка с круглым барабаном и луковицей. Часовни Спасская и Зосимы и Савватия имеют небольшие двухэтажные колокольни, а Александра Невского возвышается на скале над рекой, на крыше имеется смотровая площадка.

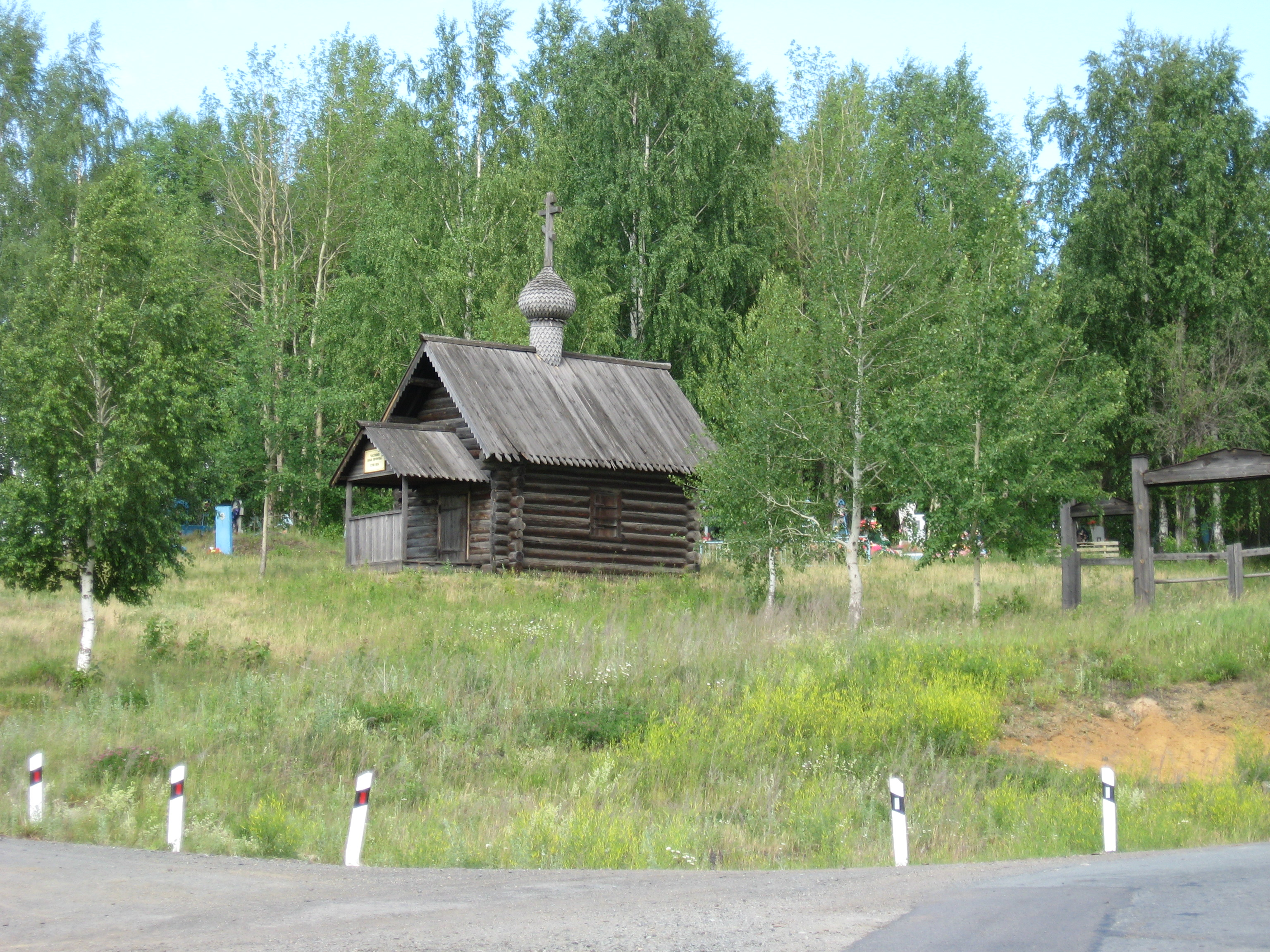
Часовня Ильи Пророка
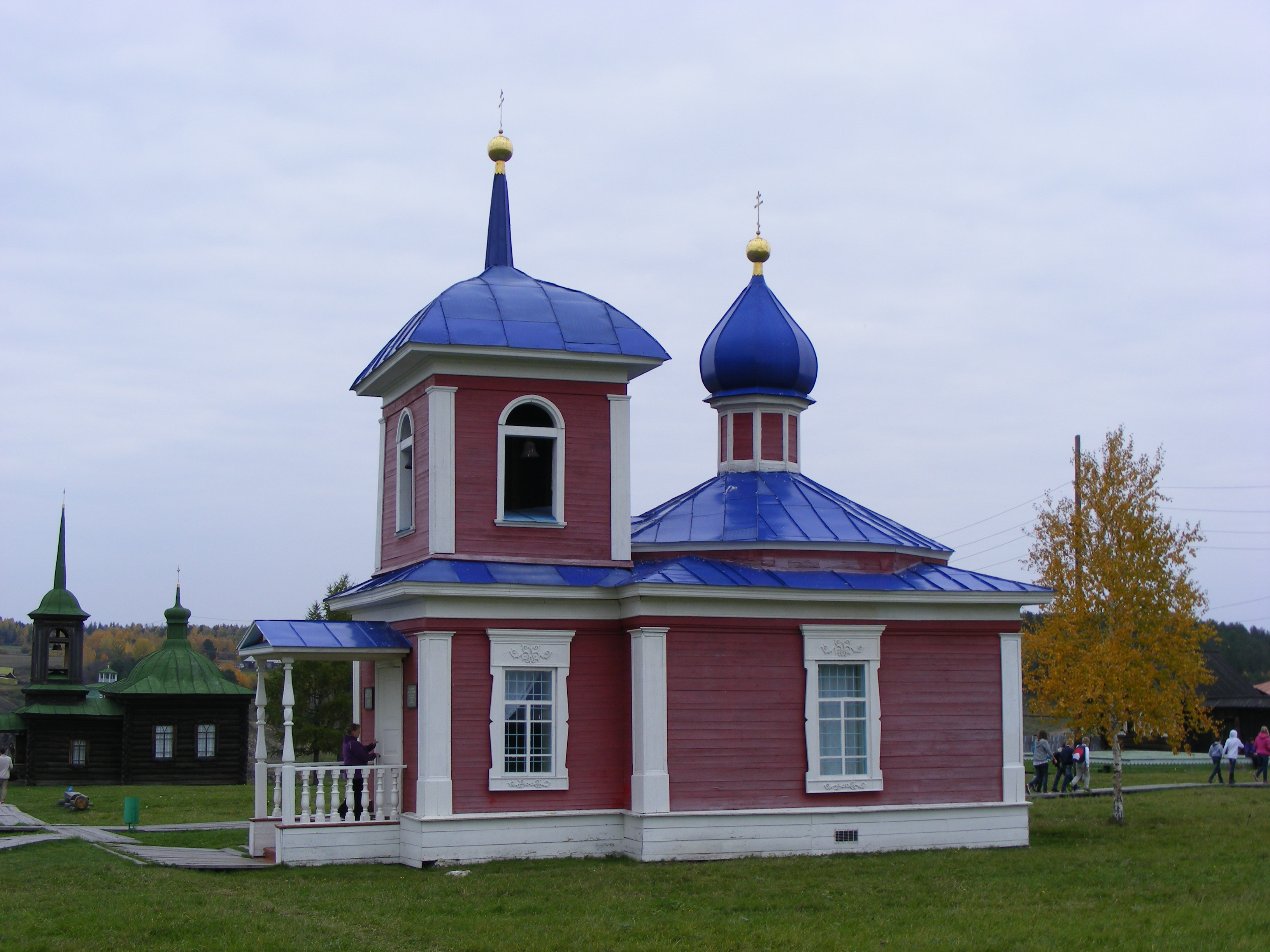
Часовня Вознесения Господня из деревни Карпово
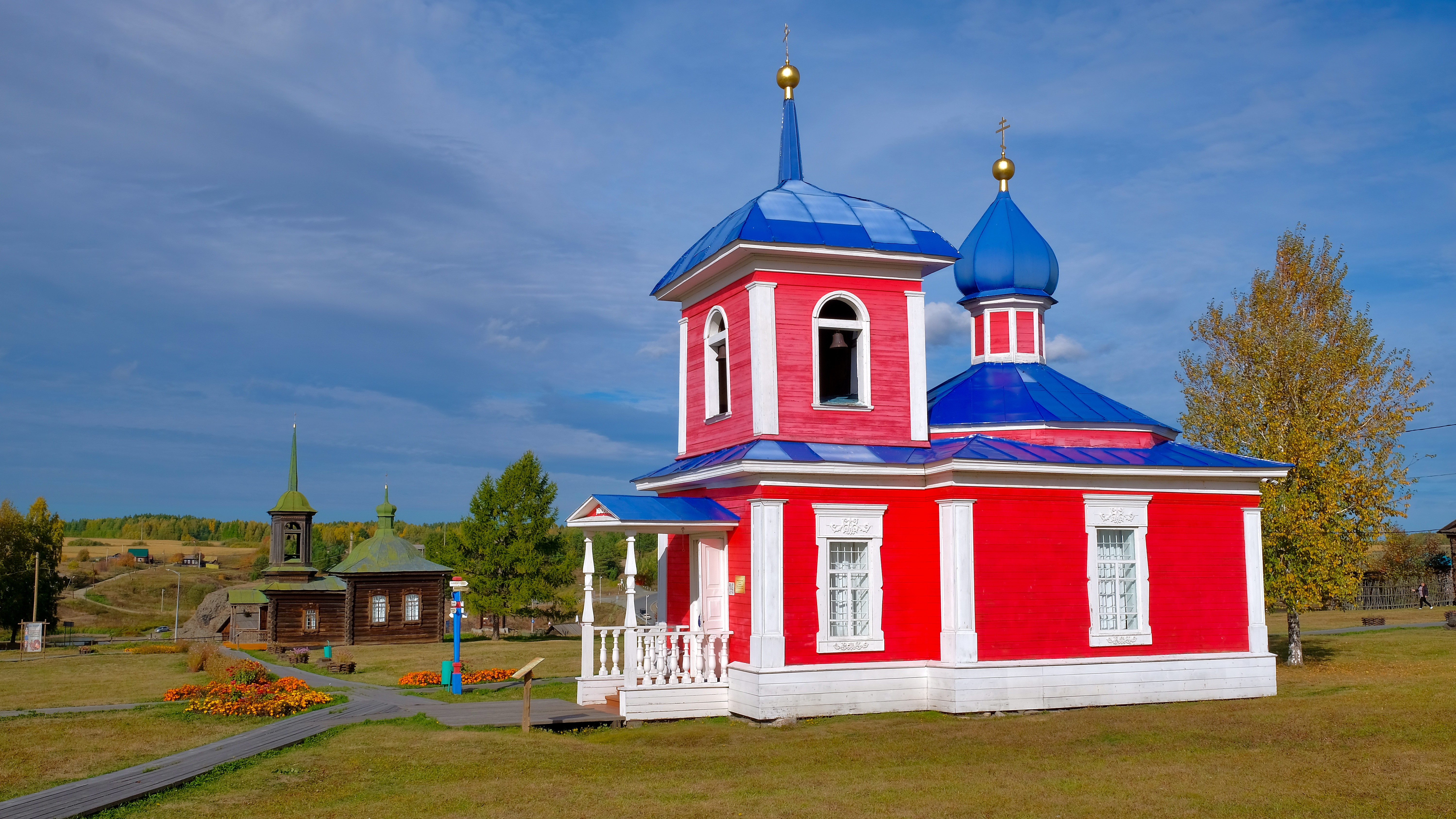
Часовня Зосимы и Савватия Соловецких
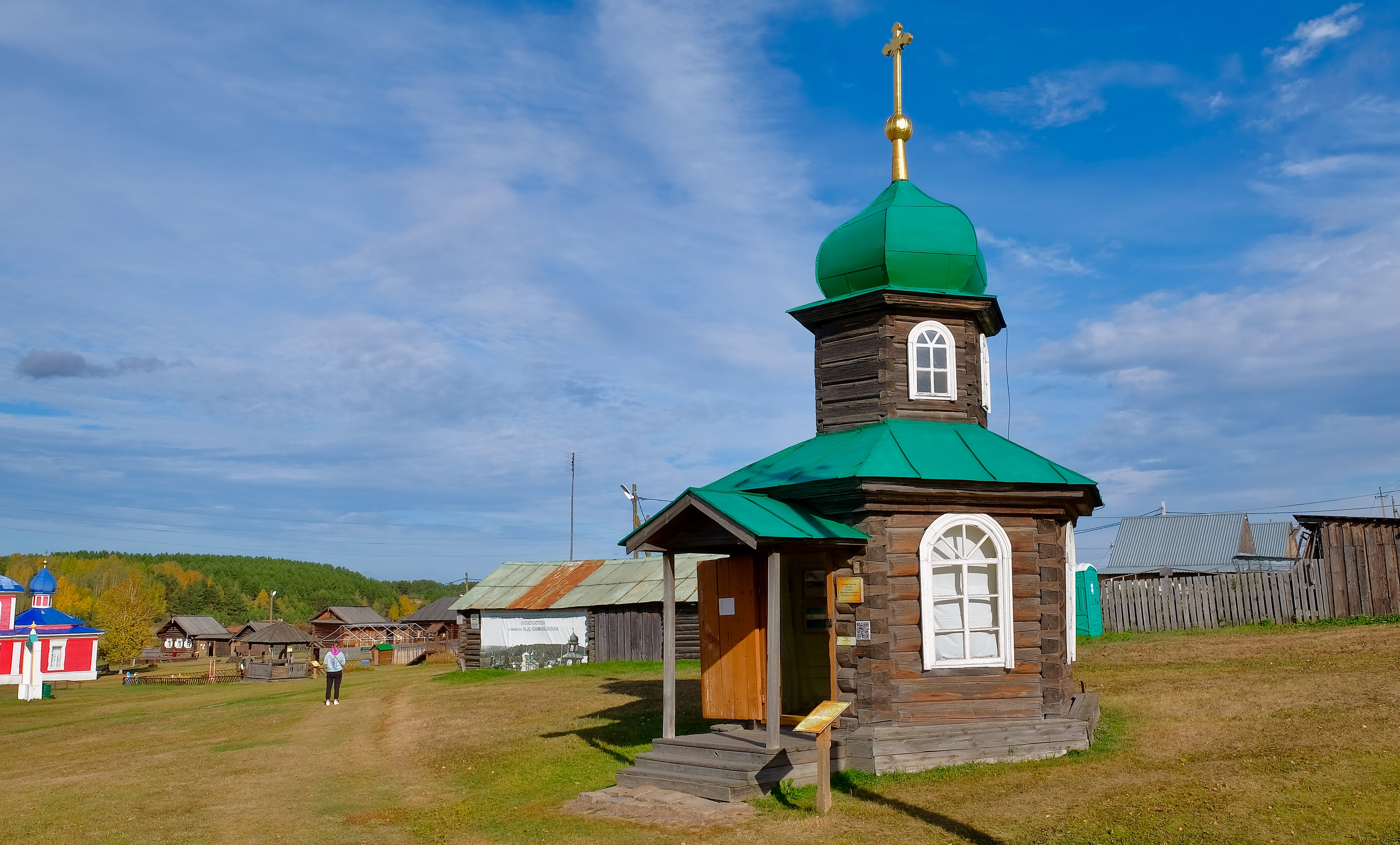
Спасская часовня
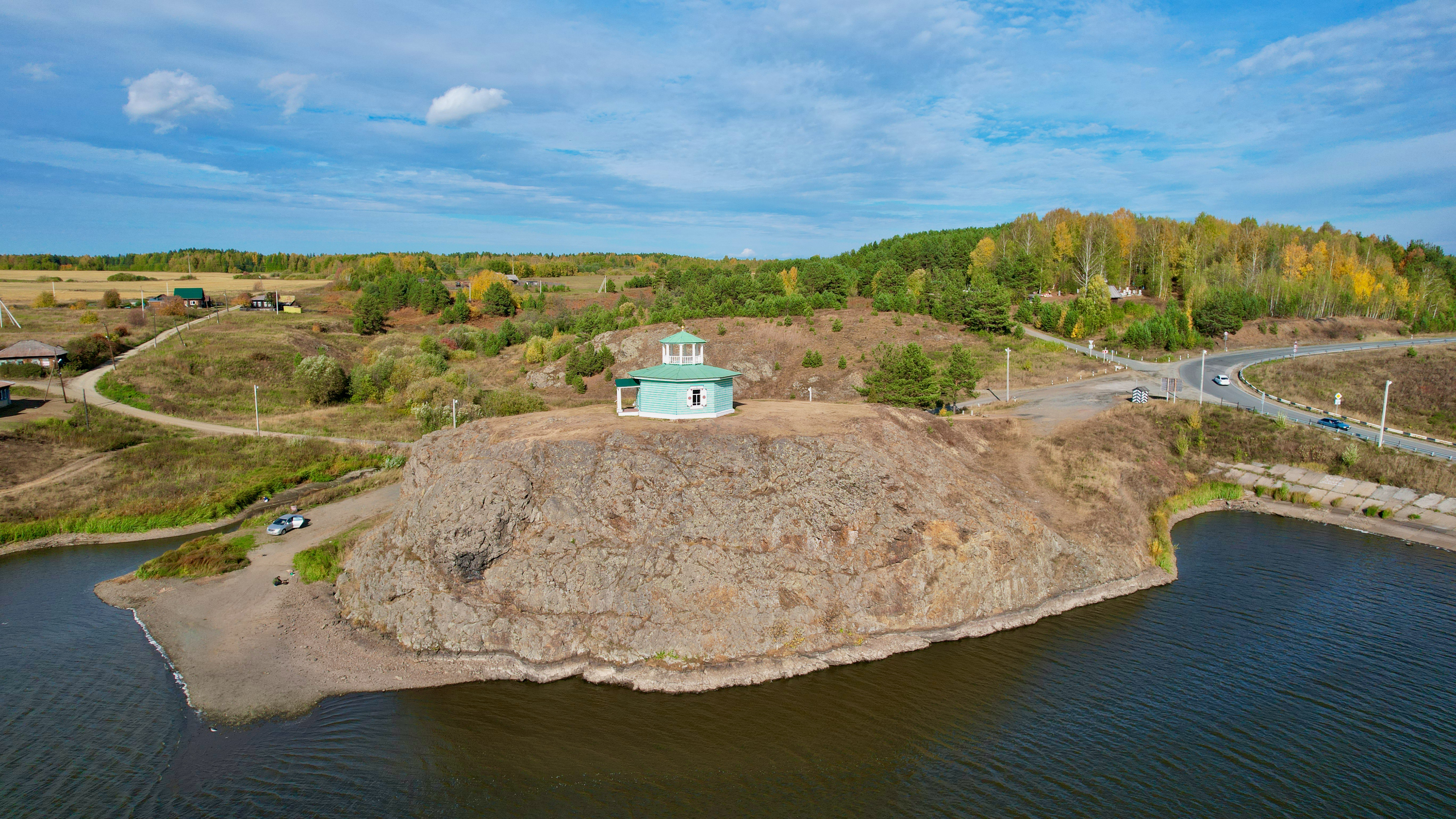
Часовня князя Александра Невского

### Общественная архитектура
Уникальным на Урале памятником фортификационной архитектуры является башня Арамашевского острога. В XVII веке, когда первые русские поселенцы на Среднем Урале селились вблизи границы с кочевниками, деревянные крепости-остроги строились для защиты окрестных деревень.
Самой характерной деталью уральских поселений было здание пожарной. В заводских посёлках для наблюдения за противопожарной безопасностью ставились более высокие сооружения. Часто они надстраивались над административными зданиями. Иногда возводились как самостоятельные постройки, подобно музейной сторожевой башне.
Интересным памятником архитектуры является ветряная мельница. Чаще на Среднем Урале ставили водяные мельницы, но в деревнях и сёлах по берегам крупных рек строились ветряки.
Двухэтажный шестистенный дом в своё время был центральным элементом целого комплекса (таможня, избы, амбары, конюшни и т. д.), которые возводились вдоль Сибирского тракта, соединявшего Центральную Россию и Сибирь.

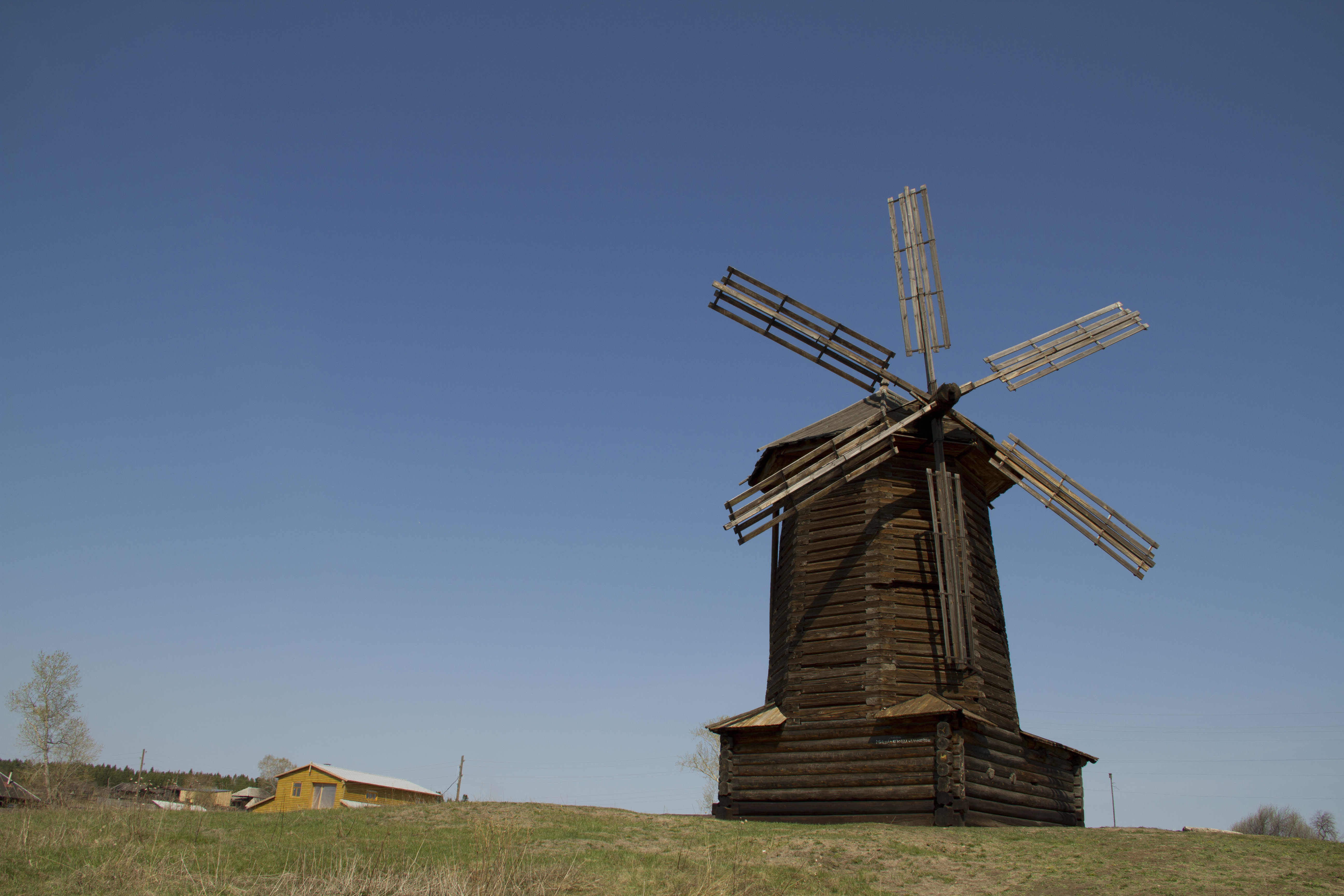
Ветряная мельница в Нижней Синячихе
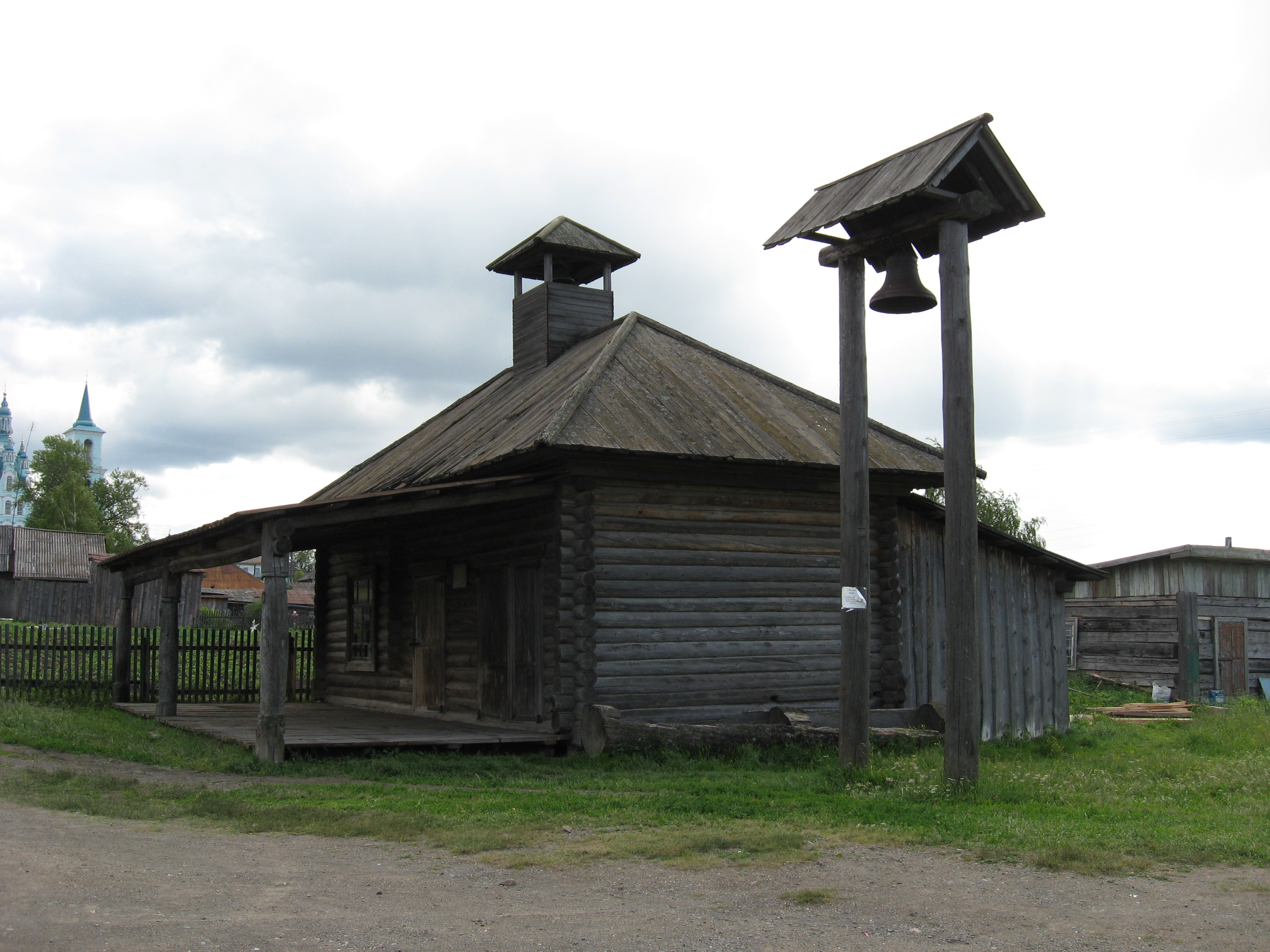
Деревянная пожарная часть
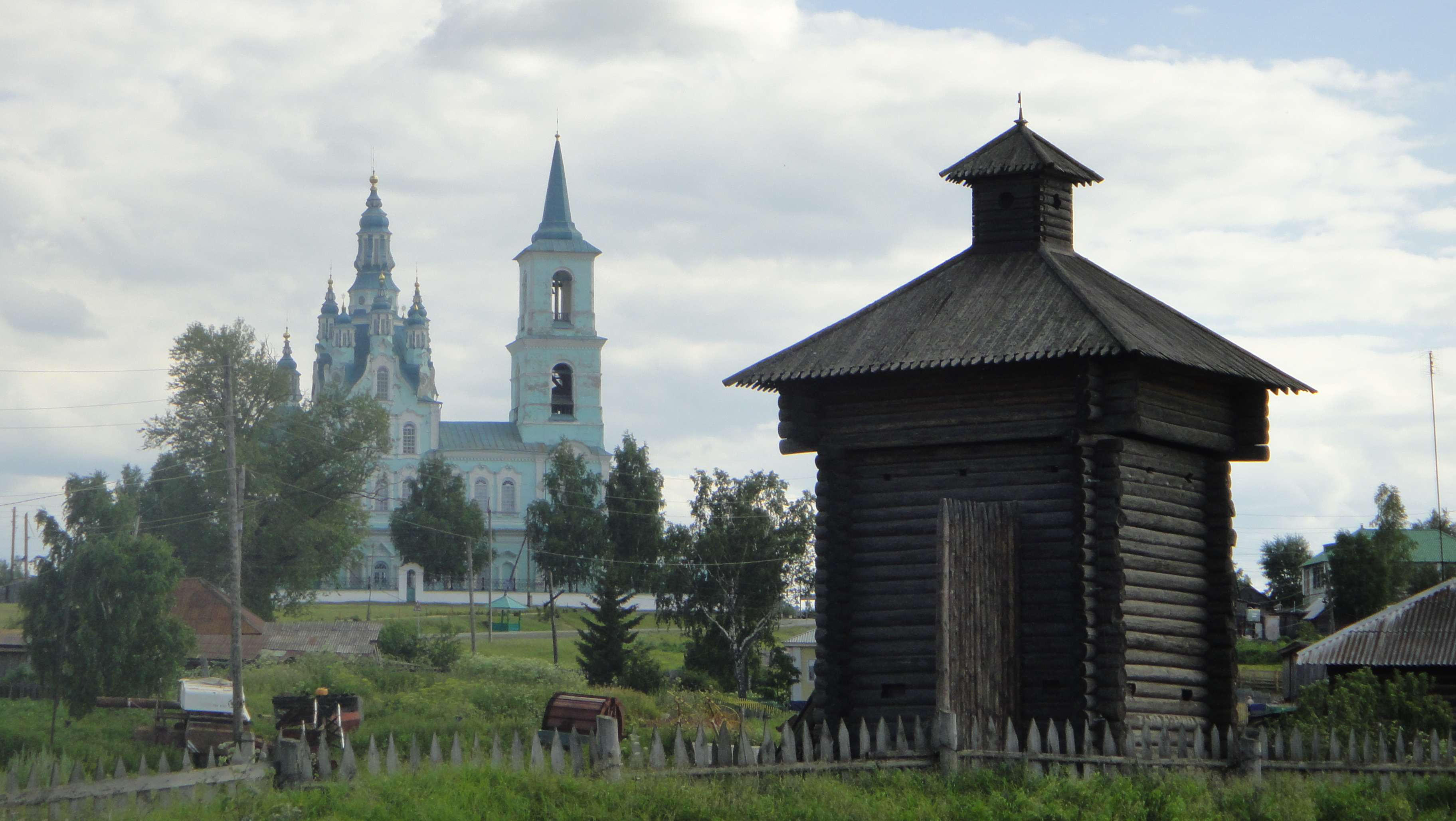
Сторожевая башня Арамашевского острога
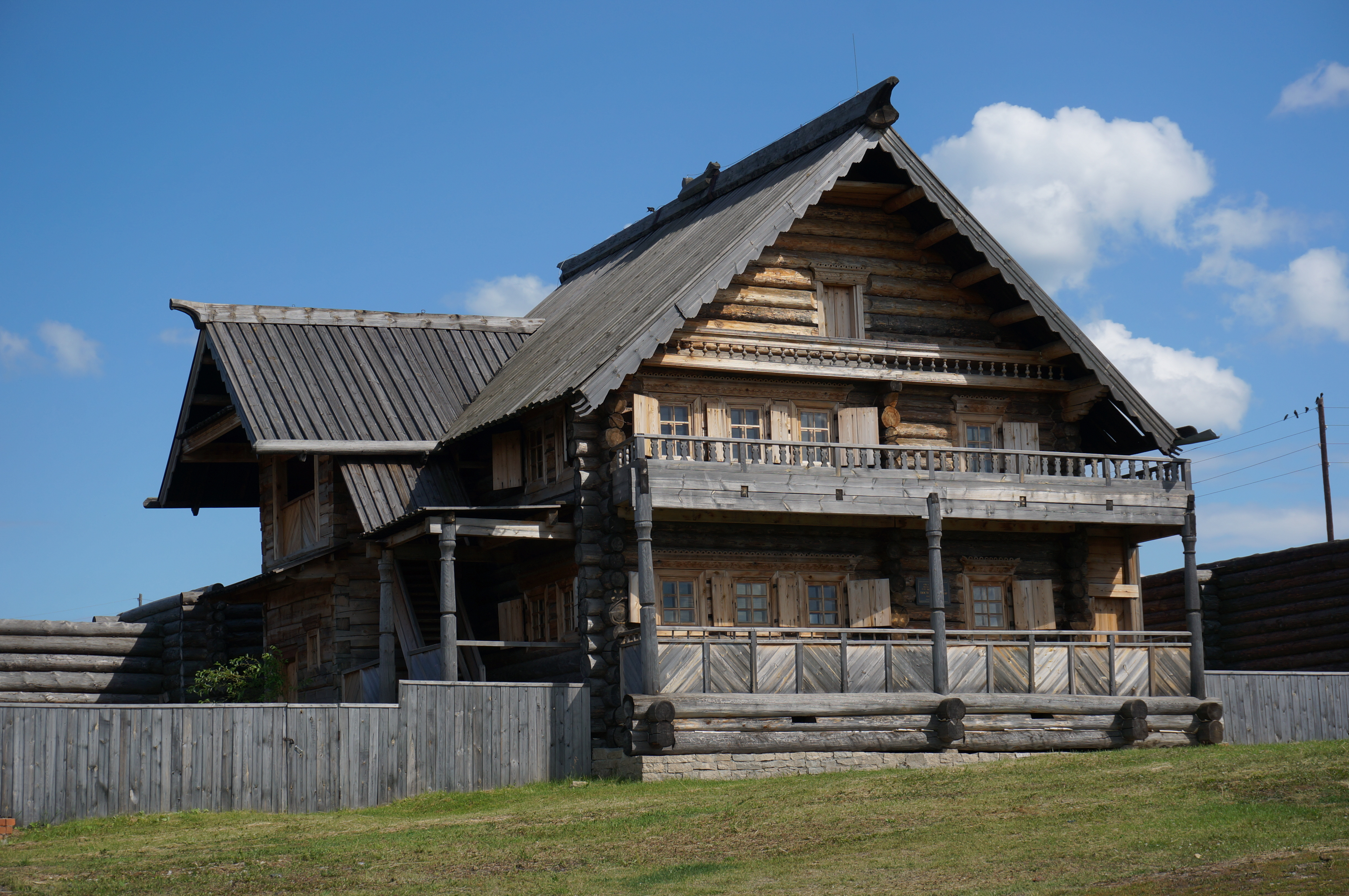
Здание таможни
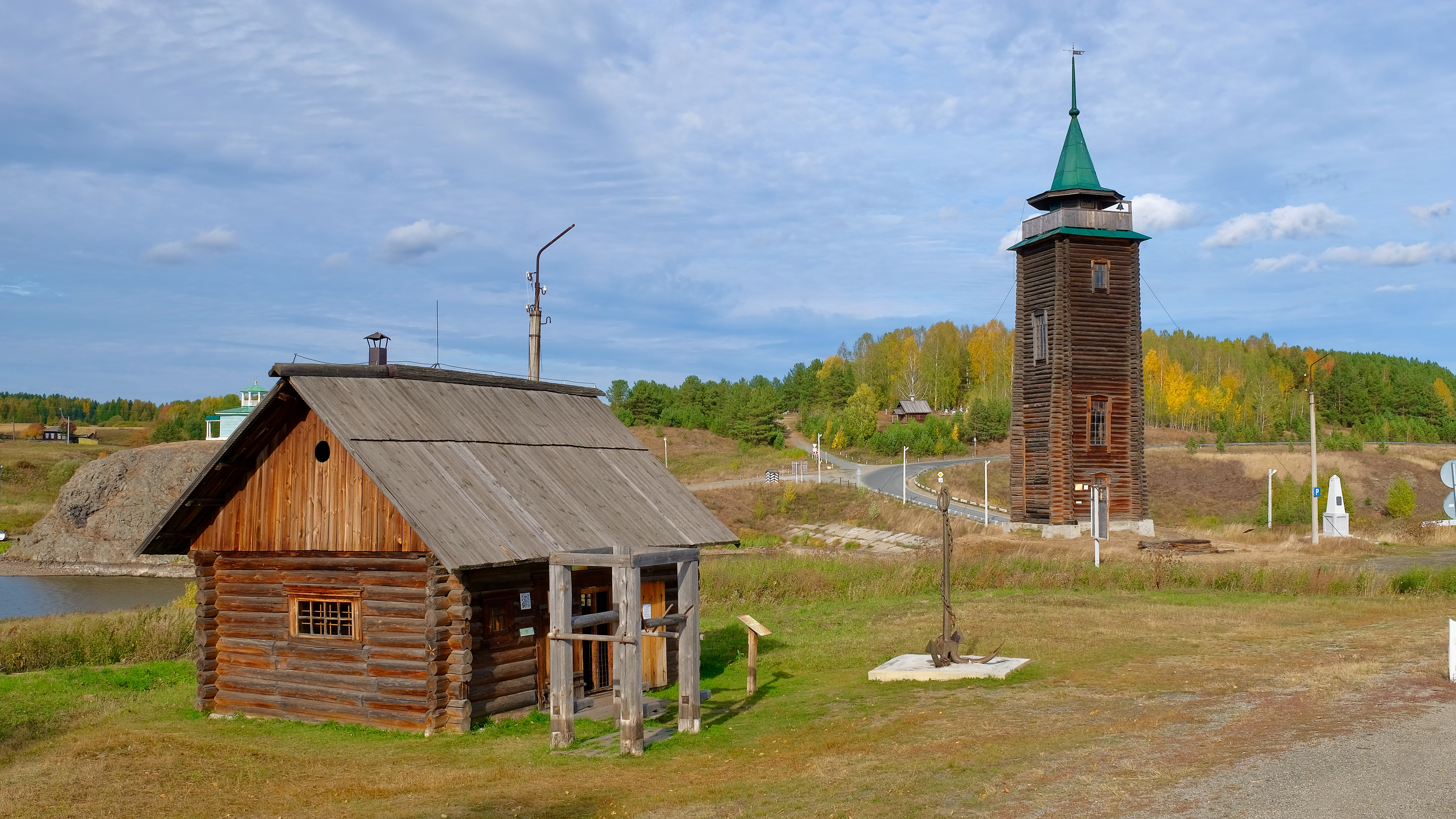
Старая кузница
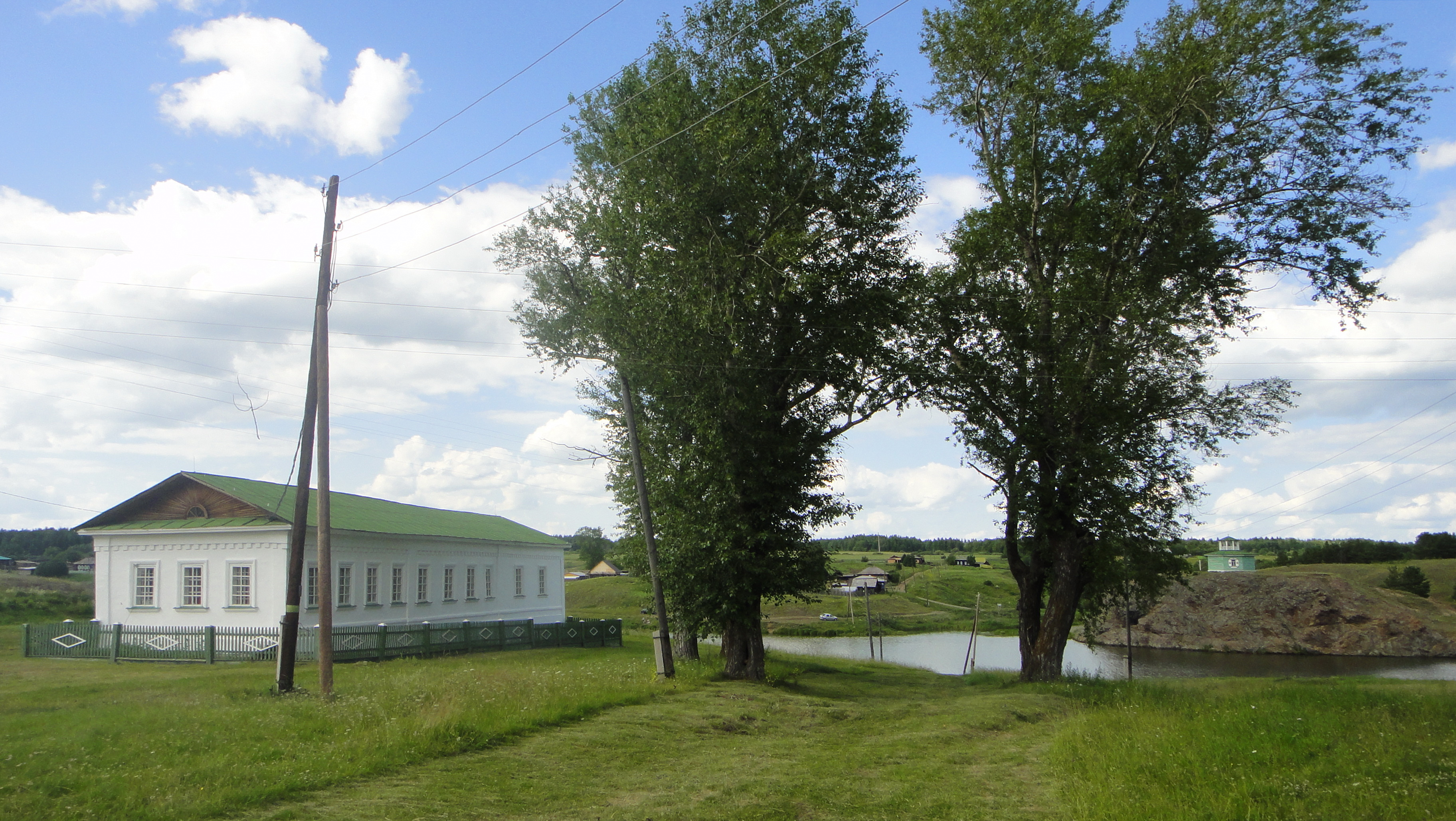
Здание заводоуправления Нижней Синячихи
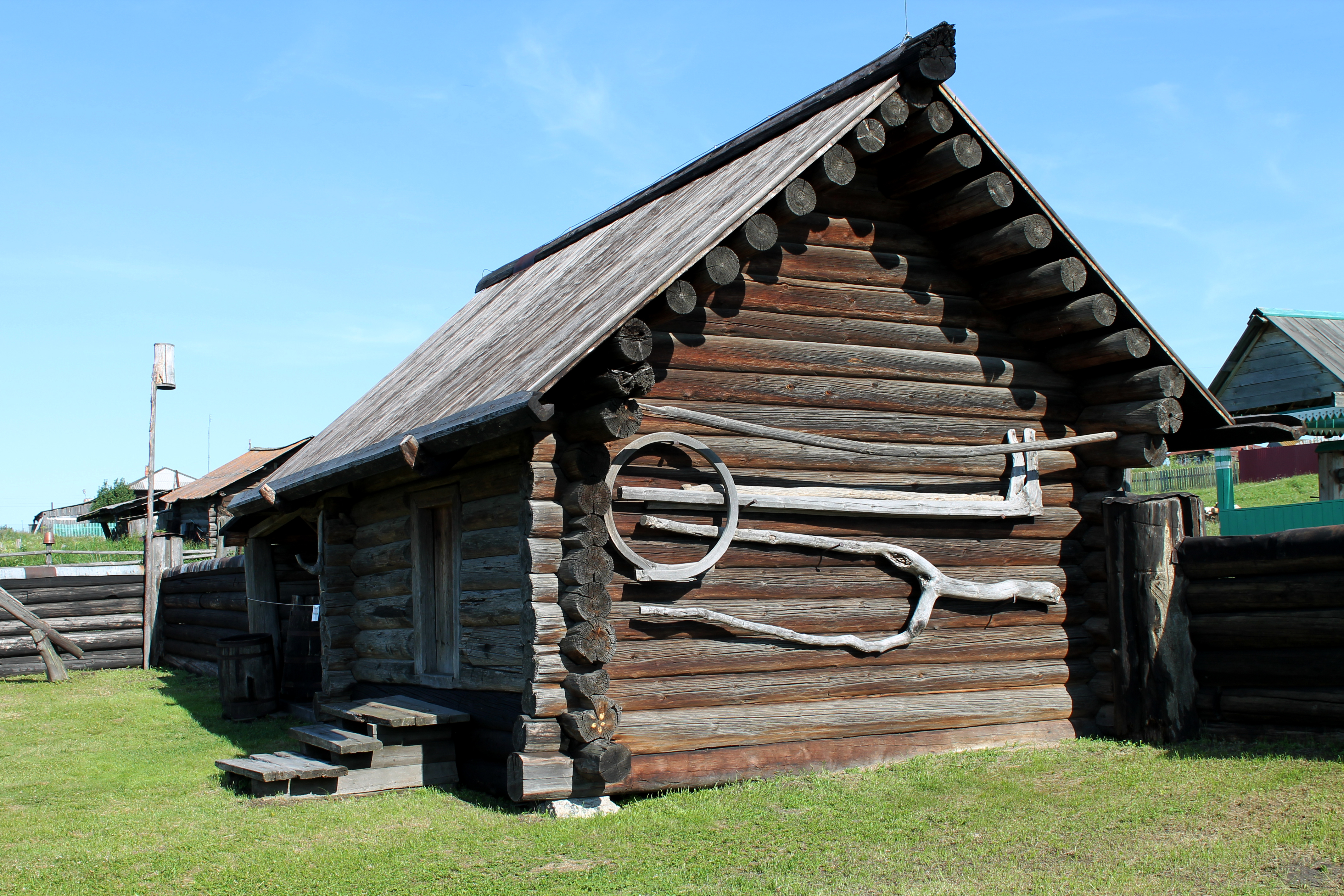
Амбар из деревни Попово
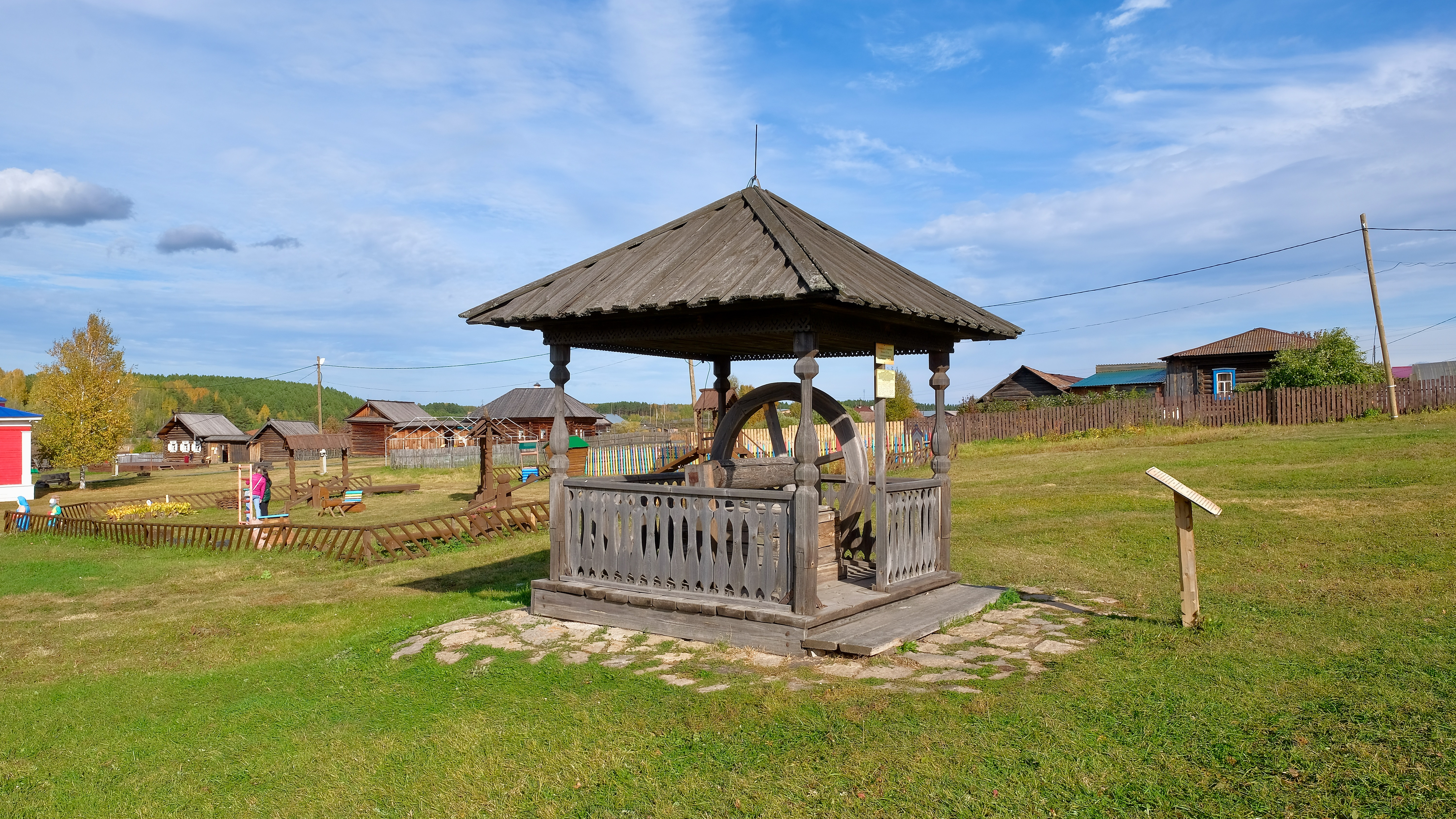
Старинный колодец

## Историческое и культурное значение
Указом президента РФ № 176 от 20 февраля 1995 года музей был включён в перечень объектов исторического и культурного наследия федерального значения. Музей также является центром по изучению фольклора Среднего Урала, здесь проходят областные и районные праздники народного творчества, семинары Свердловского архитектурного института, художественного училища, мастеров фарфоровых, керамических, коврово-текстильных фабрик. Музей оказывает методическую, консультационную помощь другим территориям области в деле реставрации памятников народной культуры.